# Blu Volley Verona
El Rana Verona es un equipo de voleibol italiano de la ciudad de Verona.

## Historia
El equipo nació el 12 de junio de 2001 y es el resultado de la fusión entre el A.P.I. Volley Isola della Scala y el Pallavolo Verona. Empezó en la segunda División de Italia en la temporada 2001-02 y pese a perder la final playoff por el ascenso fue repescado en la Serie A1. Terminó su primera temporada en la máxima división en penúltima posición y descendió nuevamente; el año siguiente ganó la segunda división y la Copa de Italia de A2. En 2004-05 y 2005-06 se califica por los playoff cayendo en cuartos en ambas temporadas, sin embargo en 2006-07 sufrió un nuevo descenso al acabar en decimotercera posición. Tras una nueva Copa Italia de A2 y la final de los playoff por el ascenso perdida frente al Volley Forlì fue repescado por segunda vez en la Serie A1 gracias a la renuncia del M.Roma Volley.
En las temporadas siguientes siempre logró la permanencia y en 2014-15 acabó el campeonato en quinta posición. En la temporada 2015-16 bajo el mando de Andrea Giani ganó la Challenge Cup al derrotar en la doble final el Fakel Novy Urengoj ruso.

## Palmarés
- Challenge Cup (1)

2015-16
- Copa Italia de A2 (2)

2003-04, 2007-08